# ジンバブエ関係記事の一覧
ジンバブエ関係記事の一覧（ジンバブエかんけいきじのいちらん）は、ジンバブエ関連記事の一覧である。独立前の関係記事も取り扱う。 

## ジンバブエ関係記事
50音順に配列されている。

### 記号
- .zw

### 英数字
- RTGSドル
- 2017年ジンバブエクーデター

### あ行
- アフリカ大陸
- イギリス - かつての宗主国
  - イギリス南アフリカ会社 - かつて存在していた貿易会社。同国地域は19世紀後半、この会社によって統治されていた
- イギリス連邦 - 2003年まで加盟
- イスラム教
- ヴィクトリアの滝
- ヴェンダ語

### か行
- カミ遺跡群
- カリンバ - 同国の楽器
- 北ンデベレ語
- キリスト教
- クリケット - 同国で支持されているスポーツ
- グレート・ジンバブエ遺跡
- コサ語

### さ行
- サビ川（英語版）
- ザンビア - 隣国
- ザンベジ川
- 呪術医
- ショナ語
- ショナ人
- ジンバブエ・ドル - かつて存在していた同国の通貨
- ジンバブエ・ローデシア
- ジンバブエ議会
- ジンバブエの行政区画
- ジンバブエの政党一覧
- ジンバブエの世界遺産
- ジンバブエの大地に祝福を - 国歌
- ジンバブエの都市の一覧

### た行
- チェワ語
- チムレンガ - 音楽カテゴリーの一．
- ツワナ語
- トウモロコシ - 同国で栽培・生産されている穀物
- トルワ王朝 - かつて存在していた王朝

### な行
- 内陸国

### は行
- ハラレ - 首都
- ヒト免疫不全ウイルス
- ホーショ（英語版） - 伝統的な楽器
- ボツワナ - 隣国

### ま行
- マトボ - 同国の世界遺産の一．
- マナ・プールズ - 同国の世界遺産の一．
- マプングブエ - かつて南アフリカ地域で繁栄した都市。歴史的な繋がりが存在する
- 南アフリカ共和国 - 隣国
- 南ローデシア - かつて存在していた地域。同国の旧称であり前身でもある
- ムラムバツビナ作戦（英語版）
- モザンビーク - 隣国
- モノモタパ王国 - かつて存在していた王国

### ら行
- リンポポ川
- ルンデ川（英語版）
- ローデシア
- ローデシア・ニヤサランド連邦 - かつて存在していた地域。同国の前身の一つでもある
- ローデシア紛争
- ローデシア問題

### わ行
- ンヤンガニ山（英語版）